# سلطنة مجرتين
سلطنة مجرتين (بالصومالية: Suldanadda Majeerteen)، (بالتركية: Maçerten Saltanatı) والمعروفة أيضًا باسم: ماجيرتينيا (Majeerteenia) و ميقيرتينا (Migiurtinia)، كانت مملكة صومالية تتمركز في القرن الأفريقي. حكمت السلطنة، التي حكمها بوكور عثمان محمود خلال عصرها الذهبي، الكثير من شمال ووسط الصومال في القرن التاسع عشر وأوائل القرن العشرين. كان لدى الدولة جميع أجهزة الدولة الحديثة المتكاملة وحافظت على شبكة تجارية قوية. كما دخلت في معاهدات مع قوى أجنبية ومارست سلطة مركزية قوية على الجبهة الداخلية. أصبح جزء كبير من نطاق السلطنة السابق متجاورًا اليوم مع منطقة أرض البنط ذاتية الحكم في شمال شرق الصومال.

## التاريخ

### التأسيس
تأسست سلطنة Majeerteen حوالي عام 1800 من قبل الصوماليين من عشيرة ماجرتين من قبيلة دارود. وصلت إلى الصدارة خلال القرن التاسع عشر، في عهد البوقور (الملك) عثمان محمود.

### الاتفاق المجرتيني البريطاني

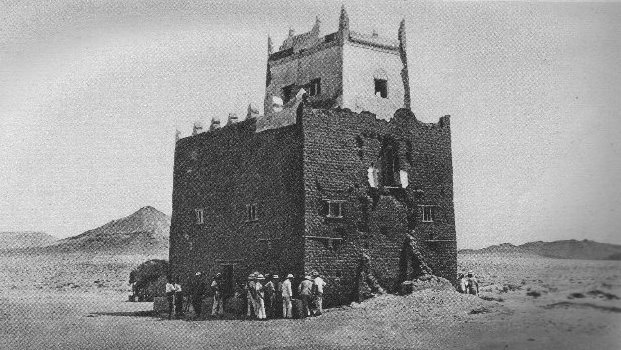
أحد حصون سلطنة ماجرتين (ميجورتينيا) في هافون.

بسبب تحطم السفن المستمر على طول الرأس الشمالي الشرقي لرأس غواردافوي ‏، دخلت مملكة بوقور عثمان في اتفاقية غير رسمية مع بريطانيا، حيث وافق البريطانيون على دفع إعانات سنوية للملك لحماية أطقم السفن البريطانية الغارقة وحراسة الحطام ضد النهب. ومع ذلك، ظلت الاتفاقية دون تصديق، حيث خشي البريطانيون من أن القيام بذلك "سيعطي القوى الأخرى سابقة لإبرام اتفاقيات مع الصوماليين، الذين بدوا مستعدين للدخول في علاقات مع جميع القادمين"."

### سلطنة هوبيو
تعرضت مملكة عثمان محمود للهجوم في منتصف القرن التاسع عشر بسبب صراع على السلطة بينه وبين ابن عمه الطموح، يوسف بن علي كينايديض. بعد ما يقرب من خمس سنوات من المعارك، هزم الشاب اليافع بشكل رهيب واضطر أخيرًا للخروج إلى المنفى في اليمن. بعد عقد من الزمان، في سبعينيات القرن التاسع عشر، عاد كينادي من شبه الجزيرة العربية مع مجموعة من الفرسان الحضارم ومجموعة من تباعه المخلصين. بمساعدتهم إلى جانب المساعدة والأسلحة من البوقور عثمان، تمكن من التغلب على عشائر الهوية المحلية وإنشاء سلطنة هوبيو (Obbia) المنفصلة عام 1878.

### المعاهدات المجرتينية الإيطالية
في أواخر عام 1889، دخل بوكور عثمان في معاهدة مع إيطاليا، مما جعل مملكته محمية تعرف باسم أرض أرض الصومال الإيطالية. وقد وقع ابن أخيه ومنافسه السلطان كينايديض على اتفاقية مماثلة فيما يتعلق بسلطنة هوبيو في العام السابق. دخل كل من بوكور عثمان والسلطان كينايديض في معاهدات الحماية لتعزيز أهدافهم التوسعية الخاصة بهم، حيث يتطلع السلطان كينايديض إلى استخدام دعم إيطاليا في صراعه المستمر على السلطة مع بوكور عثمان على سلطنة ماجرتين، وكذلك في صراع منفصل مع السلطنة العمانية سلطان زنجبار على منطقة شمال وأرشيخ. في توقيع الاتفاقيات، كان الحكام يأملون أيضًا في استغلال الأهداف المتنافسة للقوى الإمبريالية الأوروبية لضمان استمرار استقلال أراضيهم بشكل أكثر فاعلية.
نصت كل معاهدة على أن إيطاليا ستبتعد عن أي تدخل في إدارات السلطنة المعنية. في مقابل الأسلحة الإيطالية وإعانة سنوية، سلم السلاطين بحد أدنى من الامتيازات الرقابية والاقتصادية. كما وافق الإيطاليون على إرسال عدد قليل من السفراء للترويج لكل من السلطنة ومصالحهم الخاصة.  تمت إدارة المحميات الجديدة بعد ذلك من قبل فينتشنزو فيلوناردي ‏ من خلال شركة مرخصة. تم توقيع بروتوكول الحدود الأنجلو-إيطالي في وقت لاحق في 5 مايو 1894، تبعه اتفاق في عام 1906 بين كافاليير بستالوزا والجنرال سوين يقر بأن باران تقع تحت إدارة سلطنة ماجرتين. مع التمدد التدريجي إلى شمال الصومال للحكم الاستعماري الإيطالي، تم ضم المملكتين في نهاية المطاف في أوائل القرن العشرين. ومع ذلك، وعلى عكس المناطق الجنوبية، لم تكن السلطنة الشمالية خاضعة للحكم المباشر بسبب المعاهدات السابقة التي وقعت مع الإيطاليين.

## الإدارة

### البيروقراطية

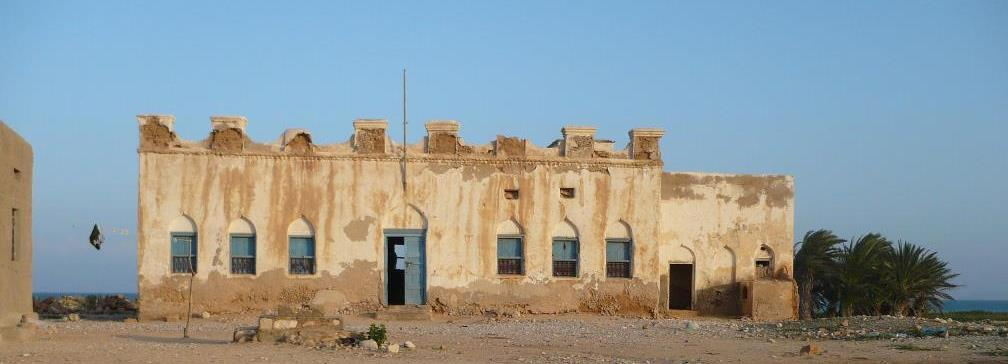
أطلال قلعة الملك عثمان في علولة (بنيت عام 1878)، العاصمة الموسمية لسلطنة ماجرتين.

كما هو الحال مع سلطنة هوبيو، مارست سلطنة مجرتين سلطة مركزية قوية خلال وجودها، وامتلكت جميع أجهزة ومقومات الدولة الحديثة المتكاملة: بيروقراطية عاملة، نبل وراثي، أرستقراطيون، علم دولة، وكذلك جيش محترف. كما احتفظت السلطتان بسجلات مكتوبة لأنشطتهما، والتي لا تزال موجودة.
كانت العاصمة الرئيسية لسلطنة مجرتين في علولة، ومقرها الموسمي في بارجال. وبالمثل كان لديها عدد من القلاع والحصون في مناطق مختلفة داخل مملكتها، بما في ذلك قلعة في موركانو ‏.
ومع ذلك، كان حاكم سلطنة مجرتين، أكثر سلطة مما كان عليه القادة الصوماليون الآخرون خلال تلك الفترة. وباعتبارها الأول في المتساويين، فرض بوكور عثمان ضرائب على حصاد الأشجار العطرية وصيد اللؤلؤ على طول الساحل. احتفظ بحقوق سابقة على البضائع التي تم الحصول عليها من حطام السفن على الساحل. كما مارست السلطنة سلطتها على السيطرة على الغابات والمراعي، وفرضت الضرائب على الأراضي والأسهم.

### التجارة
وفقًا لتقارير رسمية من عام 1924 بتكليف من «الحكومة الملكية للصومال الإيطالي» (Regio Governo della Somalia Italiana)، حافظت سلطنة مجرتين على أنشطة تجارية قوية قبل الاحتلال الإيطالي في العام التالي. وبحسب ما ورد قامت السلطنة بتصدير 1,056,400 روبية هندية من السلع بقيمة 60٪ منها من بيع اللبان وصمغيات أخرى. تباع الأسماك والمنتجات البحرية الأخرى بقيمة إجمالية تبلغ 250,000 IRروبية هندية، أي ما يعادل تقريبًا 20٪ من إجمالي صادرات السلطنة. وجاءت عائدات التصدير المتبقية من الماشية، مع قائمة الصادرات لعام 1924 التي تتكون من 16 نوع..

### عسكري
بالإضافة إلى إدارة مدنية قوية، حافظت سلطنة مجرتين على جيش نظامي. إلى جانب حماية النظام السياسي من التهديدات الخارجية والداخلية، تم تكليف المسؤولين العسكريين بتنفيذ تعليمات الملك. وشملت الأخيرة تحصيل الضرائب، والذي يأتي عادة في شكل الزكاة الإسلامية الإلزامية، التي عادة ما يربطها الصوماليون بالفقراء ورجال الدين (wadaads).

## أرض البنط
تأسست منطقة أرض البنط ذاتية الحكم في عام 1998 في شمال شرق الصومال وتدير الآن الكثير من الأراضي السابقة لسلطنة مجرتين (مجرتينيا).

## السلاطين
حكام سلطنة مجرتين:
| # | سلطان                                     | فتره حكم  | ملاحظات                                                                                    |
| - | ----------------------------------------- | --------- | ------------------------------------------------------------------------------------------ |
| 1 | السلطان عثمان "Bah-Dir"                   | 1815–1842 | يُعرف أيضًا باسم عثمان الأول                                                                 |
| 2 | السلطان يوسف "Bah-Y يعقوب"                | 1842–1844 | يُعرف أيضًا باسم يوسف الأول. عهد قصير لمدة عامين فقط.                                        |
| 3 | السلطان محمود السلطان عثمان محمود         | 1844–1860 |                                                                                            |
| 4 | السلطان عثمان السلطان محمود السلطان عثمان | 1860–1927 | يُعرف أيضًا باسم عثمان محمود أو عثمان الثاني محمود. عهد طويل قرابة 70 سنة. آخر سلطان السلطنة |